# 锡盖特新村
锡盖特新村（匈牙利語：Szigetújfalu）是匈牙利佩斯州所辖的一个村。总面积10.83平方公里，总人口2100，人口密度193.9人/平方公里（2011年1月1日）。